# 김허한
김허한(한국 한자: 金許翰, 1976년 3월 25일 ~ )은 대한민국의 전 축구 선수이며, 포지션은 미드필더였다.